# داي تونس
داي تونس وتعني في اللغة التركية الخال أما اصطلاحا فهو القائد العسكري لإيالة تونس، وكان يتم انتخابه من قبل الديوان أي المجلس الذي يضم ضباط الجيش الانكشاري بتونس. وقد انتخب أول داي عام 1591 واستمر نفوذ الدايات بصفة فاعلة طيلة القرن السابع عشر. وكان ذلك على حساب الباشا الذي اكتفى بدور رمزي. وكان مقر قيادة الدايات بالقصبة. غير أن الدايات وقع تهميشهم شيئا فشيئا من قبل البايات ولكنهم بقوا في مقدمة الانتفاضات التي يقوم به الجيش وكثيرا ما انتهت حياة الكثير منهم بالإعدام.

## قائمة الدايات

### الدايات الأوائل
- إبراهيم الرودسلي: وهو أصيل رودس وقد انتخب عام 1591 واستقال عام 1593.
- موسى داي: حكم بضعة أشهر من عام 1593.
- عثمان داي: حكم فيما بين 1593 و1610 وهو الذي استقبل المهاجرين الأندلسيين.

### العهد المرادي
- يوسف داي: وحكم فيما بين 1610 و1637
- أسطا مراد: فيما بين 1637 و1640 وهو من أصل إيطالي.
- أحمد خوجة: فيما 1640 و1647 وهو الابن المفترض لعثمان داي وقد زوّج ابنته من حمودة باشا باي، وقد أصعف شيئا فشيئا حكم الدايات.
- الحاج محمد لاز داي: فيما بين 1647 و1653، وهو أصيل منطقة البحر الأسود.

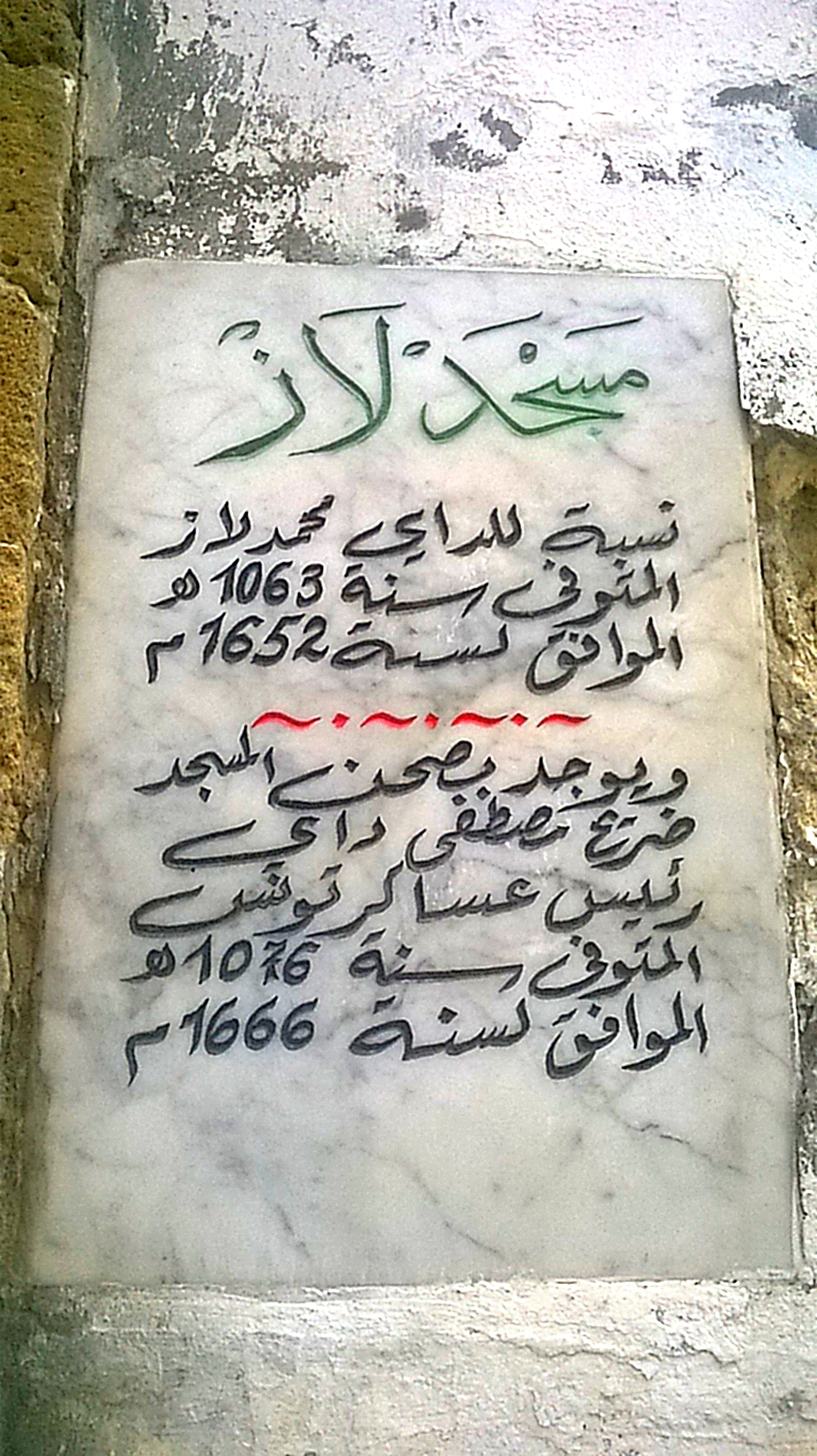
لوحة تذكارية خارج مسجد لاز تذكر تواجد ضريح مصطفى داي (الحاج مصطفى لاز داي) داخله

- الحاج مصطفى لاز داي: فيما بين 1653 و1665، وقد تزوج ابنة حمودة باشا بالتبني.
- مصطفى قارة كوز: فيما بين 1665 و1666، وقد وقعت إزاحته من قبل مراد الثاني باي لأنه أراد استعادة حكم الدايات.
- محمد حاج أوغلي: فيما بين 1666 و1669، وقد أبعد بسبب كبر سنه.
- شعبان خوجة: فيما بين 1669 و1672، وقد أزيح بتهمة الانقلاب على مراد الثاني باي.
- محمد منتشولي: فيما بين عامي 1672 و1673، وقد فرضه مراد الثاني باي، لكن وقعت إزاحته من قبل الجيش الانكشاري.
- علي لاز داي : سمي وأزيح عام 1673 انتخبه الجيش في غياب مراد الثاني باي، غير أنه بعد عودة هذا الأخير وقع نفيه إلى الحمامات.
- الحاج مامي الجمل: فيما بين 1673 و1677، ابتعد عن الحكم تحت ضغط الجيش.
- أوزون أحمد داي: لمدة ثلاثة أيام من عام 1673.
- محمد طاباق داي فيما بين 1673 و1682، وهو الذي بعث فرقة الحوانب، وقد قتل من قبل علي باي المرادي.
- أحمد شلبي: فيما بين 1682 و1686، كان وفيا للسلطان العثماني وقد تحالف ضده المراديون.
- بقطاش خوجة داي: فيما بين 1686 و1688.
- علي ريس فيما بين 1688 و1694.
- إبراهيم خوجة داي: في عام 16894.

- يعقوب داي: في عام 1695
- محمد خوجة داي: فيما بين 1695 و1699.
- محمد دالي داي فيما بين 1699 و1701، وقد خضع لمراد الثالث.
- محمد قهواجيفيما بين 1701 و1702 سماه مراد الثالث، لكن أزاحه إبراهيم الشريف.
- قارة مصطفى داي: عام 1702 وقد أزاحه إبرهيم الشريف الذي كان يريد احتكار السلطة.
- إبراهيم الشريف فيما بين 1702 و1705، وقد حمل الأقاب الثلاثة باشا داي باي.

### العهد الحسيني
أصبح الداي في العهد الحسيني مجرد موظفين يسميهم الباي، ويقومون بدور قضائي وأمني بتونس العاصمة. ويرأسون دوريا محكمة الدريبة التي كانت تنعقد في بهو قصر الداي. ويقع انتداب الدايات من ضمن ضباط الجيش الانكشاري بتونس. وأصبحوا يسمون دولاتلي.
- محمد خوجة الأصفر: فيما بين عامي 1705 و1706، وقد انتخبه الجيش الانكشاري باقتراح من حسين بن علي، لكنه وقع قتله من قبل أعوانه.
- قارة مصطفى داي: فيما بين 1706 و1726.
- الحاج علي داي: فيما بين 1726 و1739.
- الحاج محمود داي: فيما بين 1739 و1744.
- عمر داي: فيما بين 1744 و1748.
- حيدر داي: فيما بين 1748 و1752.
- عبد الله بلوكباشي : عام 1752.
- علي ملامالي: فيما بين 1752 و1755.
- محمد قزدغلي: فيما بين 1755 و1758.
- حسن المورالي: فيما بين 1758 و1761.
- الحاج حسن بن سيدي إبراهيم البهلي: فيما بين 1761 و1771.
- مصطفى الزغواني بلوكباشي: فيما بين 1771 و1782.
- حسن داي: فيما بين 1781 و1785
- إبراهيم بوشناق: فيما بين 1785 و1805.
- قارة برني: فيما بين 1805 و1808.
- أحمد الباوندي: فيما بين 1808 و1821
- فيدي داي: فيما بين 1821 و1823.
- بابا عمر داي: فيما بين 1823 و1832
- مصطفى داي الطرابلسي: فيما بين 1832 و1842.
- باش حامبة أحمد: (1842-؟)
- كشك محمد: (1860-؟)

وقد وقع إلغاء هذه المؤسسة عام 1860 مع موت كشك محمد، لتحل محلها مجلش الضبطية الذي يقوده رئيس، للقيام بالمهام الأمنية بتونس العاصمة. وقد استمرت هذه المؤسسة إلى انتصاب الحماية الفرنسية في تونس عام 1881.